# Ōkamiden
Ōkamiden, conocido como Ōkamiden: Chiisaki Taiyō (大神伝～小さき太陽～?  lit. Ōkami Chronicles: Tiny Sun) en Japón, es un videojuego de acción-aventura distribuido por Capcom para la consola portátil Nintendo DS. Es una secuela directa de Ōkami, un videojuego lanzado para la PlayStation 2, Wii, y PlayStation 3.
Ōkamiden fue diseñado por Kuniomi matsushita, director de la versión para Wii de Ōkami, y por Motohide Eshiro, productor de Ace Attorney Investigations: Miles Edgeworth y Onimusha 2: Samurai's Destiny. Se lanzó en Japón el 20 de septiembre de 2010, en Norteamérica el 15 de marzo de 2011 y en Europa el 18 de marzo de 2011. Lo protagoniza Chibiterasu, un pequeño lobo celestial nacido de Amaterasu, protagonista del juego original, y presenta gran parte de las mecánicas de juego de su predecesora, incluyendo el Pincel Celestial que permite a los jugadores congelar la partida y dibujar formas utilizando la pantalla táctil.
El desarrollo comenzó cuando Matsushita expresó su deseo de crear un nuevo videojuego de Ōkami, y enseñó a Eshiro una demo técnica del juego en diciembre de 2008. Gracias a la gran calidad de la demo se comenzó a desarrollar la secuela, que se lanzó cuatro años más tarde que el juego original con buenas críticas y un éxito comercial moderado.

## Modo de juego
El modo de juego en Ōkamiden es similar a su predecesor, Ōkami, como un juego de acción y aventura que bebe de videojuegos como la serie The Legend of Zelda; Zelda fue una inspiración para Hideki Kamiya, director del proyecto original, y para Motohide Eshiro, productor de la secuela. El Pincel Celestial, la habilidad para congelar la partida y pintar símbolos a través de la pantalla táctil con el objetivo de cambiar el mundo del juego, sigue siendo un punto central del juego para poder resolver puzles y luchar contra enemigos. El objetivo de devolver la vida al mundo también vuelve a ser central. Sin embargo, Ōkamiden incluye un nuevo modo de juego que se basa en la habilidad de Chibiterasu para unirse a otros compañeros de juego. Pueden usarse tanto para explorar el mapa como para luchar contra enemigos. Una nueva técnica llamada ‘’Shirabe’’ puede usarse para mover el compañero de Chibiterasu independientemente a través de áreas a las que el lobo no puede acceder; esta técnica es requerida en varias ocasiones para poder avanzar en el juego. Ōkamiden utiliza los bonotes frontales para mover a Chibiterasu por el mapa, siendo la pantalla superior la que muestra al personaje en tercera persona y la inferior la que muestra el mapa. Pulsando ambos botones traseros se active el Pincel Celestial: la partida de pausa y pasa a mostrarse en la pantalla inferior para poder usar el stylus y cambiar el mapa mediante dibujos. El juego reconocerá la velocidad a la que el jugador dibuja con el stylus y lo reflejará dependiendo de la presión que ejerza en la pantalla; un movimiento rápido creará una línea fina, mientras un movimiento lento dibujará una línea gruesa.
Las técnicas de pincel también pueden utilizarse para acabar con enemigos. Muchos enemigos son débiles frente a técnicas de pincel específicas, y al acabar con ellas mediante estas técnicas el jugador puede conseguir objetos raros que ayudan a mejorar los poderes de Chibiterasu.
Algunas de las secciones del juego incluyen minijuegos basados en otros géneros, como shoot ‘em ups y side scrollers.

## Argumento
Gran parte de la historia de Ōkamiden se centra en el los hijos de los anteriores protagonistas de Ōkami y las aventuras y relaciones que surgen a través de la historia, según cuenta el productor Motohide Eshiro. El juego se presenta 9 años después de los eventos de Ōkami. A pesar de la batalla de Amaterasu contra Yami, que destruiría todos los demonios de Nippon, dichos demonios vuelven. Sakuya, un personaje del juego original, invoca a la Diosa del Sol Amaterasu, pero aparece Chibiterasu, que parece una versión más joven de Amaterasu. Chibiterasu es, como dijo Matsushita, el hijo de Amaterasu, tal y como se especuló hasta entonces. Eshiro comentó que es “una joven forma de existencia”, sin haber crecido del todo; tiene varias de las habilidades de su madre, incluyendo el Pincel Celestial, pero le falta su poder, lo cual se verá reflejado en la historia y el modo de juego. Según Matsushita Chibiterasu también es torpe y tiene aspectos infantiles como “ser demasiado sentimental o no ser capaz de tomar sus propias decisiones”.
Issun, el compañero de Amaterasu en el primer juego, es incapaz de ayudar a Chibiterasu puesto que está ocupado con sus responsabilidades como Enviado Celestial, así que Chibiterasu se ve obligado a encontrar otros compañeros que le ayuden a derrotar al mal. Uno de los compañeros que acompaña a Chibiterasu es Kuni (クニヌシ Kuninushi?) Otros compañeros del juego incluyen: Nanami (ナナミ?), una joven sirena que es capaz de nadar en los mapas bajo el agua; Kagu (カグラ Kagura?), un espíritu que ayuda a Chibiterasu a ver elementos etéreos; Kurow (クロウ Kurō?), un joven flautista con habilidades parecidas a Waka de Ōkami; y Manpuku (マンプク?), un chico de fuego que puede caminar sobre picos de hielo y que presta el fuego para la técnica Inferno.
En un principio, Chibiterasu y sus compañeros persiguen a un malvado invocador llamado Rey Furia (怨霊王 Onryō-ō?), el cual convocó las maldiciones que asolan el mundo. Cuando Chibiterasu derrota al Rey Furia, encuentran a un demonio mayor llamado Akuro (悪路王 Akuro-ō?), que pretende maldecir las tierras de Nippon. Para conseguir su objetivo, debe recolectar sangre de Orochi, un demonio de ocho cabezas que ya apareció en el juego original. Akuro viaja un año en el pasado, cuando Amaterasu está buscando a Orochi; Chibiterasu lo persigue y consigue pararlo antes de que consiga la sangre. Enfurecido, Akuro viaja 100 años atrás, cuando Nagi y Shiranui, el lobo que más tarde se convertiría en Amaterasu, derrotaron a Orochi por primera vez. El grupo viaja al pasado para perseguir a Akuro. Justo antes de entrar en la Cueva de la Luna, Kurow abandona el grupo alegando que ha encontrado su verdadera misión. El cachorro, entristecido por la despedida de Kurow, corre a la cueva para luchar contra Akuro. Sin embargo, Chibi es incapaz de parar a Akuro, ya que Kurow, que parece haberse convertido en sirviente de Akuro, lo para. Chibiterasu y sus compañeros persiguen a Akuro a los oscuros reinos donde ha tomado la forma de Kuni, y Kurow intenta luchar con el grupo. Chibiterasu se ve obligado a luchas contra su antiguo compañero, expulsando el espíritu de Akuro y liberando a Kuni, pero Kurow permite que tome su cuerpo. Se descubre entonces que ese era el objetivo principal; Kurow revela que es un cuerpo viviente de Waka, con el objetivo de alojar al espíritu de Akuro. Chibiterasu lucha contra Kurow hasta derrotarlo, y destruye el espíritu de Akuro para siempre. Kurow, antes de morir, se muestra triste por ser nada más que un recipiente; sin embargo, sus antiguos compañeros le aseguran que son las aventuras con Chibiterasu las que lo hicieron más que un recipiente. Kurow muere feliz, rodeado de sus amigos. El resto de compañeros vuelven a sus hogares; Kuni abandona su casa para encontrarse a sí mismo. Chibiterasu se une a Issun para volver al Plano Celestial y así volver con Waka y Amaterasu.
Otros personajes de Ōkami también vuelven, incluyendo Issun, los Sr. Y Sra. Orange, y Sakuya. El juego presenta mapas de la primera parte, así como nuevas áreas a explorar.

## Desarrollo
Las bajas ventas de Ōkami lo convirtieron en un fracaso comercial en la PlayStation 2, y aunque el fracaso se atribuyó al cierre de la desarrolladora del juego Clover Studio, Hideki Kamiya, el diseñador jefe de Ōkami, reveló que el productor Atsushi Inaba tuvo una fuerte discusión con la dirección de Capcom. Kamiya comentó que tenía una idea para una secuela, pero que solo era una idea y que estaba fuera de su control desarrollarla. En julio de 2007, Keiji Inafune, trabajador de Capcom, comentó que estaban pensando en una versión para Wii, pero que era más fácil decirlo que hacerlo. A pesar de ello, la versión para Wii se lanzó en abril de 2008. Chris Svensson comentó que Ōkami debería vender mucho más para tener asegurada una secuela.
En agosto de 2009, Capcom registró en Japón una marca con el nombre de "Ōkamiden" para un videojuego, meses antes del lanzamiento de la versión para Wii de Ōkami en el país, lo cual llevó a especulaciones sobre una secuela; Ōkamiden podría ser un juego de palabras de Ōkami Gaiden, que se traduciría como “anécdota de Ōkami”, o posiblemente Ōkami Densetsu, que significa “Leyenda de Ōkami”. En la edición de septiembre de 2009 de Famitsu reveló que Ōkamiden: Chiisaki Taiyō era un nuevo juego de la franquicia y que sería distribuida por Capcom para la Nintendo DS en 2010. El artículo de Famitsu mostraba gameplay, incluyendo combates y gráficos similares a la versión de PlayStation 2/Wii.
Ōkamiden está dirigido por Kuniomi Matsushita, quien fue responsable de la versión para Wii de Ōkami, y producido por Motohide Eshiro, que previamente trabajó en títulos como Ace Attorney Investigations: Miles Edgeworth y Onimusha 2: Samurai's Destiny. Yukinori Kitajima, guionista de la aclamada versión de Wii, fue el autor de escenarios para Ōkamiden. En diciembre de 2008, Matsushita, quien tenía un gran deseo de hacer una secuela, lideró un pequeño grupo de desarrolladores para crear un prototipo. Matsushita mostró esta demo a Ehiro y expresó su deseo de seguir adelante con el proyecto, el cual consiguió luz verde. El equipo se centró en la Nintendo DS por su portabilidad y por el uso del stylus como Pincel Celestial. Eshiro comentó que:

El equipo que desarrolla el juego entiende qué hacía divertido el primer juego de Okami. Entienden por qué era importante el estilo visual y qué aspectos eran claves a la hora de trasladarlo bien a la Nintendo DS. El trabajo que hizo Clover fue magnífico; tenían mucho talento, y creo que nuestro equipo está motivado para hacer un juego que esté a la altura del anterior.
 Motohide Eshiro, Okamiden Preview: Drawing on the DS in the Sequel to Okami, Shacknews, Abril 21, 2010

Más adelante, Eshiro comentó que consideraba Ōkamiden como un sucesor de Ōkami más que una secuela. Mientras que Ōkamiden se desarrolló para la Nintendo DS, Eshiro ha considerado expandir la franquicia a la Nintendo 3DS debido al positivo recibimiento del juego. A su vez, Eshiro no descarta una versión en alta definición en consolas modernas o una versión para iPhone o dispositivos con pantallas táctiles similares, dependiendo del éxito de Ōkamiden.
Elementos básicos de Ōkami fueron sustituidos en Ōkamiden para adecuarlo a la Nintendo DS. Debido a los limitados botones de la DS, el jugador solo controla el movimiento del personaje en pantalla y la cámara se mueve automáticamente mediante el sistema ‘’sobre carriles’’, enfocando las áreas correctas para que el personaje esté siempre en pantalla. Uno de los cambios más notorios fue la simplificación del sistema de batalla, demasiado difícil para algunos jugadores del primer juego; Ōkamiden reduce los ataques cuerpo a cuerpo a un solo botón, pero el Pincel Celestial puede usarse conjuntamente para estrategias más complejas. Aunque los desarrolladores podrían haber prescindido completamente de los ataques cuerpo a cuerpo, creían que las batallas solo con el Pincel Celestial serían demasiado monótonas.  El concepto de los compañeros y el utilizar el pincel para guiarlos surgió de la idea de introducir más puzles que incorporaran el uso del stylus. A pesar de haber creado un gran número de puzles se decidió no incluir gran parte de ellos por miedo a rellenar demasiado el juego.  El número de polígonos y la resolución del juego se limitó significativamente para la versión de DS, lo que supuso un gran reto para el equipo de arte a la hora de plasmar el estilo y las emociones del juego original.
En un principio el centro del juego iba a ser Amaterasu, la diosa-lobo protagonista de Ōkami; en una reunión para planear los personajes, uno de los artistas dibujó como broma lo que podría ser el hijo de Amaterasu, pero esto provocó en Matsushita una lluvia de ideas como la de los compañeros, lo que llevó a que finalmente Chibiterasu se convirtiera en el protagonista. Como Chibiterasu es todavía un niño, el equipo pensó que ‘’haría falta algo más que un niño para salvar el mundo’’, lo que los llevó a incluir la característica de los compañeros. Esta opción fue elegida frente a distintos sistemas de personajes, como por ejemplo: la posibilidad de crear un equipo de cinco Chibiterasus. El hecho de que Chibiterasu fuera un niño hizo que tanto el juego como la historia fueran mucho más fáciles de visualizar según Eshiro; comparó el juego con la película  Cuenta conmigo de Rob Reiner. Eshiro también sintió que era importante incluir el concepto de hacer amigos y tener que despedirse de ellos. Es por ello que Chibiterasu solo puede emparejarse con uno en cada momento; como dijo Matsushita, ‘’si pudieras cambiar entre compañeros a tu gusto no serían compañeros’’. Matsushita también vio necesaria la muerte de un personaje principal para el correcto desarrollo de la historia; los desarrolladores observaron que aunque en Ōkami también moría un personaje principal, el jugador no tenía ningún tipo de cariño hacia él, por lo que había cierto rechazo por parte del equipo hacia la idea de volver a repetirlo. Finalmente, se decidió incluir la muerte para embellecer la historia.
Ōkamiden se mostró por primera vez en el Tokyo Game Show de 2009, donde se informó que estaba un 25% completo. La salida del juego en occidente no se confirmó hasta que Capcom registró con éxito el nombre de Okamiden en los mercados de Norteamérica y Europa. En abril de 2010, en su evento de ‘’Captivate’’, Capcom confirmó que el juego saldría en Europa y Norteamérica no más tarde que 2011.

### Promoción
En Japón se lanzó una ‘’Edición Coleccionista’’ del juego junto con la estándar; esta versión incluye la banda sonora, un DVD, un storybook, un llavero de Chibiterasu y unos auriculares con el logo de Ōkamiden. Se llevaron a cabo varios anuncios del juego en Japón con la modelo Kii Kitano como protagonista y un Shiba Inu blanco parecido a Chibiterasu. Los bonus de preventa de la versión de Norteamérica incluían un limpiador de pantallas con el logo del juego y un stylus con forma de pincel. and a plush Chibiterasu key chain (from the Japanese collector's edition) at the Capcom Store.

## Recepción crítica

### Prelanzamiento
La decisión de que Ōkamiden fuera un juego para la Nintendo DS fue recibida con críticas mixtas. El editor de la revista The Escapist John Funk comentó que era la plataforma perfecta para una secuela, debido al uso que se le podía dar a la pantalla táctil como Pincel Celestial. Daniel Sims, editor de Kombo, alabó el estilo cel-shade del juego, expresando que funcionaban bien en la Nintendo DS. Hamza Aziz, de Desctructoid, creía que era el juego perfecto para la Nintendo DS. Aziz añadió que estaba impresionado por la capacidad de Capcom para mantener la apareciencia estilizada de Ōkami en la secuela. Ishaan Sahdev, editor de Siliconera, sin embargo, dudaba de que Ōkamiden fuera capaz de reflejar el sentimiento de Ōkami, debido al peso que tenían el estilo visual y el arte. También criticó la decisión de desarrollarlo para la Nintendo DS, la cual se tomó para llegar a un público mayor. Más tarde cuestionó si sus fallos lo dañaron hasta el punto de ser un juego innecesario. Luke Plunkett de Kotaku mostró su decepción al anunciarse de que se trataría de un juego para la Nintendo DS  en vez de para la PlayStation 3.
Hubo mucho escepticismo sobre el desarrollo del juego sin PlatinumGames, el equipo original. John Constantine de MTV se preguntó si la falta de profesionales clave que tomaron parte en la realización del primer juego afectaría al resultado final de la secuela.
Las demos del juego, tanto la versión japonesa mostrada en el Tokyo Game Show de 2009 y la versión en inglés mostrada en varios eventos en los Estados Unidos, fueron recibidas de manera positiva por las críticas. Stephen Totilo de Kotaku consideró el juego como idóneo para la DS, diciendo que ‘’no sólo era un juego hecho para la Nintendo DS, sino que era el tipo de juego para el que se creó la consola’’. También afirmó que las mecánicas del juego funcionaban mejor en la plataforma portátil que en su precuela para consolas. Daniel Feit de la revista Wired afirmó que aunque el estilo visual no era tan bueno como el juego original, estaban bien adaptados a la Nintendo DS.
IGN describió el personaje de Chibiterasu como "adorable"". Jim Sterling, antiguo editor de Destructoid, afirmó bromeando que la monería de Chibiterasu convertiría el juego en uno de los mejores de la Nintendo DS. Luke Plunkett comentó que pese a sus reservas hacia el juego, su ‘’corazón se derritió al ver a Chibiterasu’’.
Durante el  E3 2010 Ōkamiden recibió alabos y premios por parte de numeroso medios de comunicación del sector. Fue nominado al premio de "Mejor Juego de Consola Portátil" en los "Game Critics Awards", y a "Mejor Juego de DS" en los premios de IGN. "GameSpy" lo nombró "Juego para DS del show".

### Lanzamiento
Famitsu puntuó el juego en 34 puntos sobre 40. El analista alabó la capacidad de llevar a Ōkamiden los elementos del juego original, pero observó que había poco lugar a sorpresas debido al parecido con Ōkami. Sin embargo, afirmó que "la jugabilidad era suficientemente elaborada en el juego original como para no cambiarla demasiado en la secuela".
Ōkamiden fue el tercero juego más vendido en Japón en su semana de lanzamiento, con 84.472 copias. El juego vendió 12.829 copias la siguiente semana, cayendo al número 13 de la lista. GameZone puntuó el juego 7/10, afirmando que "habrá jugadores que sin duda amarán el juego, porque serán capaces de mirar más allá de sus muchos defectos. Ojalá pudiera hacer lo mismo".